# Ngưu Kim Tinh
Ngưu Kim Tinh (chữ Hán: 牛金星, ? – 1652), tên tự là Tụ Minh, người trang Đại Ngưu thôn Pha Bắc huyện Bảo Phong tỉnh Hà Nam, mưu sĩ nổi tiếng cuối thời Minh.

## Tiểu sử
Năm 1627 thời Minh Hi Tông, Ngưu Kim Tinh đỗ cử nhân. Mùa đông năm 1640 thời Minh Tư Tông, Kim Tinh cùng Lý Nham tình nguyện gia nhập nghĩa quân của Lý Tự Thành, đưa ra kiến nghị "bớt việc chém giết, cứu tế dân nghèo, thu phục nhân tâm".
Tháng Giêng năm 1644, Lý Tự Thành kiến lập chính quyền Đại Thuận, phong cho Ngưu Kim Tinh làm Đại học sĩ điện Thiên Hựu, được xem là một trong những văn nhân hiếm hoi trong quân đội của Sấm vương, Ngưu lại tiến cử quân sư Tống Hiến Sách. Ngưu Kim Tinh vốn là kẻ lòng dạ hẹp hòi, từ sau khi Lý Tự Thành tiến vào Bắc Kinh, trở thành vị tể tướng lộng quyền, hăng hái về nghi lễ đăng quang, không ngừng thuyết phục Lý Tự Thành xưng đế tức vị. Ngày 23 tháng 4 năm 1644, Lý Tự Thành bị liên quân Đa Nhĩ Cổn và Ngô Tam Quế đánh bại tại Sơn Hải quan, kéo tàn quân rút về Bắc Kinh, hạ lệnh giết cả nhà Ngô Tam Quế hơn ba mươi người. Nghe theo kế hoạch của Ngưu Kim Tinh, Lý Tự Thành lập tức lên ngôi hoàng đế tại điện Vũ Anh trong cung nhà Minh, để rồi ngày hôm sau tháo chạy khỏi Bắc Kinh. Trên đường bỏ chạy, Ngưu Kim Tinh vu cáo Lý Nham có ý định làm phản rồi khuyên Lý Tự Thành đem giết đi để trừ hậu họa.
Mùa hạ năm 1645, Ngưu Kim Tinh cùng với con là Ngưu Thuyên quy thuận nhà Thanh. Triều đình bổ nhiệm Ngưu Thuyên là Tri phủ Hoàng Châu, còn Ngưu Kim Tinh vì có tiếng xấu, nên không được bổ nhiệm. Năm 1652, Ngưu Kim Tinh mất vì tuổi cao tại nơi làm việc của Ngưu Thuyên. Sau khi Kim Tinh chết, Ngưu Thuyên làm theo di nguyện của cha, chôn cất phụ thân tại hướng nam Hương Sơn.